# Lizergol
Lizergol – organiczny związek chemiczny, pochodna ergoliny. Występuje naturalnie razem z innymi alkaloidami ergolinowymi w nasionach powojów Rivea corymbosa, Argyreia nervosa i Ipomoea violacea. Nie jest pewne czy lizergol posiada działanie psychoaktywne. Ze względu na strukturalne podobieństwo do LSD, obrót i posiadanie lizergolu są niedozwolone.